# Axinella massalis
Axinella massalis är en svampdjursart som beskrevs av Burton 1959. Axinella massalis ingår i släktet Axinella och familjen Axinellidae.
Artens utbredningsområde är havet utanför Tanzania. Inga underarter finns listade i Catalogue of Life.